# Harry Tenholter
Henricus Wilhelmus (Harry) Ten Holter (Utrecht, 31 januari 1930) is een gepensioneerd internationaal advocaat en Nederlands schrijver. Hij publiceert onder de naam Harry Tenholter maar heeft in het verleden ook gepubliceerd onder het pseudoniem H.W. Holt. Ten Holter is getrouwd en heeft vijf kinderen.

## Biografie

### Jeugd
Ten Holter heeft de Tweede Wereldoorlog heel bewust meegemaakt. Het is een tijd geweest die hem altijd bij is gebleven en die hem altijd heeft belast met een permanente belangstelling voor internationale politiek en vredesvraagstukken.

### Opleiding
Hij is van huis uit gymnasiast, talen geschiedenis, hoewel met grote belangstelling voor de exacte vakken. Ten Holter heeft recht en economie gestudeerd aan de Rijksuniversiteit Utrecht. Hij is afgestudeerd als Meester in de rechten civiele richting aan de eerder genoemde Rijksuniversiteit en als nevenstudie heeft hij gedurende anderhalf jaar als groot keuzevak Bedrijfseconomie bestudeerd en heeft tevens onderwijsbevoegdheid daarin verkregen.

### Advocatuur
Aansluitend op zijn studies is hij enige tijd werkzaam geweest in het bedrijfsleven, maar kwam na korte tijd in de advocatuur terecht. Op 1 februari 1960 is Ten Holter toegetreden tot Advocatenkantoor Aalders, van der Steenhoven en Bijleveld te Dordrecht. Hij werd lid van de Maatschap in 1964 en het kantoor bestaat thans onder de naam Ten Holter Advocaten. Hij heeft geprocedeerd over grote belangen in Schotland en Londen, daarnaast heeft Ten Holter in opdracht van Nederlandse bedrijven geprocedeerd in Frankrijk en Duitsland, en tegen het departement van transport in Irak (Um Quasr).

### Bestuurservaring

#### Stichting Woon- en Zorgcentrum De Merwelanden
Ten Holter is oprichter en voorzitter van de stichting Woon- en Zorgcentrum De Merwelanden te Dordrecht sinds 1962. Momenteel voorzitter van de Raad van Toezicht van diezelfde stichting. Het Woon- en Zorgcentrum heeft thans 60 verpleeghuisbedden, 60 zorgplaatsen en 455 zorgwoningen.

#### Stichting Verpleeghuis De Sterrenlanden
Ten Holter is ook oprichter van de Stichting Verpleeghuis de Sterrenlanden te Dordrecht en is in het bestuur actief gebleven tot 1989. Het verpleeghuis heeft thans 140 bedden GGB en SZ.

#### Sol Andalusí Costa del Sol
Sol Andalusí aan de Costa del Sol (Málaga, Spanje) is een zorgcentrum annex woonoord voor de senioren in Alhaurín de la Torre (Málaga) waar Ten Holter met de stichting De Merwelanden initiator en medeoprichter van is. De hele Nederlandse participatie is door de Spaanse aandeelhouder geforceerd uitgekocht.

#### Stichting Eau Claire Projecten
Tevens is Ten Holter oprichter en voorzitter van de Stichting Eau Claire Projecten, die het Eureka certificaat (E! 53) behaalde. De stichting had ten doel de zuiverheid van het rivierwater te bevorderen en te verzekeren door afval-stromen op te lossen anders dan door ze op de rivier te lozen.
Met een belangrijke subsidie van het Ministerie van Economische Zaken en het Ministerie van Onderwijs, Cultuur en Wetenschap, is door TNO een kostbare, uitgebreide en positieve projectstudie uitgevoerd, waaraan verder geen gevolg is gegeven.
Partners waren Koninklijke Boskalis Westminster NV, Baggermaatschappij Oord Werkendam en Spie Batignolles SA, Parijs.

### Schrijver
In de jaren 70 heeft hij een roman geschreven die zich in de advocatuur afspeelde: De kooi van licht / Taferelen in het Recht. De gebeurtenissen in Palestina en de toekomst van de Joden, Arabieren en Christenen vormden de inspiratie voor het boek Het Mozes Mysterie.